# Vachellia nilotica
Vachellia nilotica é uma espécie de leguminosa do gênero Vachellia, pertencente à família Fabaceae.